# Seeschlacht auf dem Slaak
Die Seeschlacht auf dem Slaak war eine Seeschlacht zwischen den Niederlanden und Spanien im Achtzigjährigen Krieg am 12. und 13. September 1631, die mit einem vollständigen Sieg der Niederländer endete.

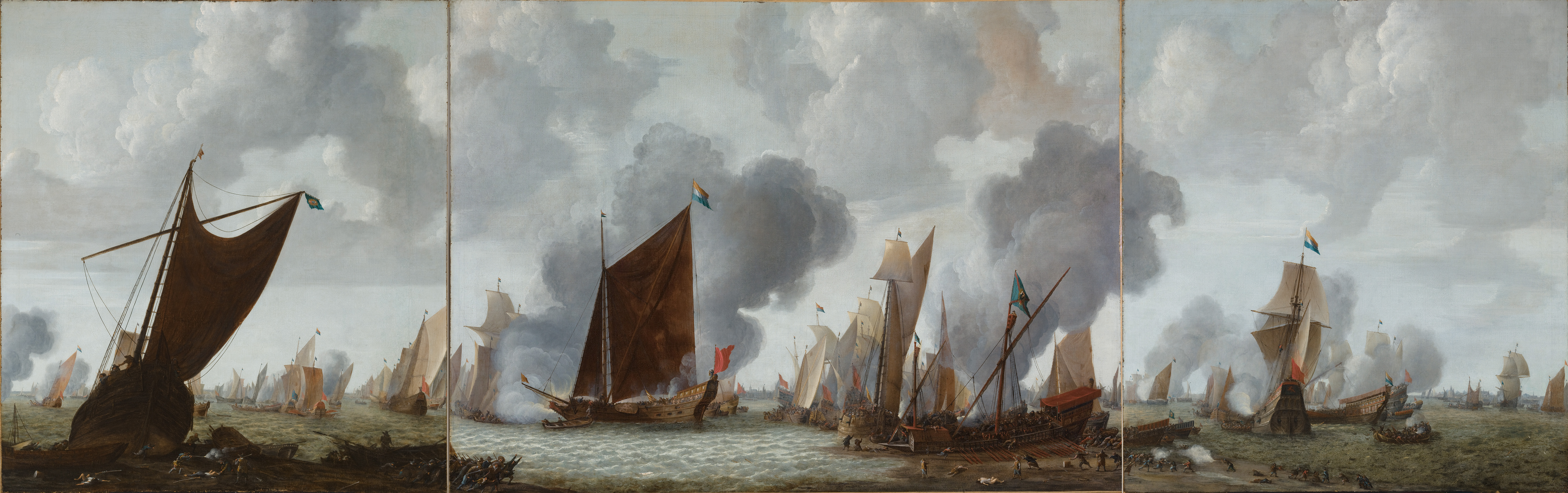
Seeschlacht auf dem Slaak 1631

Westeuropa

Oosterweel – Dahlen – Heiligerlee – Jemgum – Jodoigne – Le Quesnoy – Brielle – Mons – Goes – 1. Mechelen – Naarden – Middelburg – Haarlem – Alkmaar – Geertruidenberg – Leiden – Delft – Valkenburg – Mooker Heide – Schoonhoven – Zierikzee – 1. Antwerpen – Gembloux – Rijmenam – 1. Deventer – Borgerhout – 1. Maastricht – 2. Mechelen – 1. Steenwijk – Kollum – 1. Breda – Noordhorn – Niezijl – Lochem – Lier – Eindhoven – Steenbergen – Ghent – Aalst – 2. Antwerpen – IJsseloord – Empel – Boksum – 1. Grave – 1. Venlo – Axel – Neuss – 1. Rheinberg – Zutphen – 1. Sluis – 1. Bergen-op-Zoom – 2. Geertruidenberg – 2. Breda – 2. Zutphen – 2. Deventer – Delfzijl – Knodsenburg – 1. Hulst – Nijmegen – Rouen – Caudebec – 2. Steenwijk – 1. Coevorden – 3. Geertruidenberg – 2. Coevorden – Groningen – Huy – 1. Groenlo – Lippe – Calais – 2. Hulst – Turnhout – 2. Rheinberg – 1. Moers – 2. Groenlo – Bredevoort – Enschede – Ootmarsum – 1. Oldenzaal – 1. Lingen – 1. Schenckenschans – Zaltbommel – Rees – San Andreas – Nieuwpoort – 3. Rheinberg – Ostende – 1. 's-Hertogenbosch – 2. Grave – Hoogstraten – 3. Sluis
Zwölfjähriger Friede

2. Lingen – 3. Groenlo – Aachen – Jülich – 2. Bergen op Zoom – Fleurus – 3. Breda – 2. Oldenzaal – 4. Groenlo – 2. 's-Hertogenbosch – Slaak – 2. Maastricht – Leuven – 2. Schenkenschans – 4. Breda – 2. Venlo – Kallo – 3. Hulst
Europäische Gewässer

Vlissingen – Borsele – Haarlemmermeer – Zuiderzee – Schelde – Lillo – Ponta Delgada – Bayona Islands – Golf von Almería – 1. Cadiz – Azoren – Straße von Dover – 2. Sluis – 1. Kap St. Vincent – 1. Gibraltar – 2. Gibraltar – 2. Cadiz – Lizard Point – Dünkirchen – Calais – Downs – 2. Kap St. Vincent – 2. St. Martin
Amerika

Bahia – Matanzas – St. Martin – San Juan – Abrolhos – Pernambuco – Südchile
Ostindien

Playa Honda – 1. San Salvador – 2. San Salvador – La Naval de Manila – Puerto de Cavite

## Vorgeschichte
Die Niederländer waren nach der Eroberung einer spanischen Silberflotte durch Piet Pieterszoon Heyn 1628 finanziell gut gerüstet, um in die Offensive im Krieg gegen Spanien zu gehen. Sie hatten 1631 vergeblich unter Friedrich Heinrich von Oranien versucht, Dünkirchen einzunehmen, das Ausgangspunkt vieler spanischer Kaperfahrten war. Ende 1631 beschlossen die Spanier unter der Statthalterin der Spanischen Niederlande Isabella Clara Eugenia von Spanien einen Gegenangriff. Sie hatten vor, die südlichen Provinzen der Niederlande (Zeeland) von Holland und den anderen Provinzen abzutrennen, um die Schelde zu beherrschen, an der der wichtige Hafen Antwerpen lag. Dazu war die Eroberung der Insel Goeree-Overflakkee vorgesehen, die durch den Volkerak vom Festland getrennt war, auf dem gegenüber der Insel die Feste Willemstad lag, die ebenfalls erobert werden sollte. Bei Gelingen konnte auch der wichtige niederländische Hafen Hellevoetsluis am Haringvliet blockiert werden.
Der Name der Schlacht auf dem Slaak kam von einer weiteren Durchfahrt, die damals vor der Eindeichung noch zwischen Sint Philipsland und dem Festland (Nordbrabant) lag und in den Volkerak überging. Heute verläuft dort der Schelde-Rhein-Kanal, damals war dort eine rund 3,5 km breite Wasserstraße.

## Verlauf
Eine Flotte von über 90 meist kleineren mit Kanonen bestückten Transportschiffen mit 5500 Mann lief von Antwerpen aus. Das Kommando hatte formal Francisco de Moncada (1586–1635), Marquis von Aytona, tatsächlich aber Johann von Nassau-Siegen, ein Neffe des niederländischen Statthalters Wilhelm I. in spanischen Diensten. Die Niederländer hatten von den spanischen Plänen erfahren und erwarteten die Spanier mit einer eigenen Flotte von 50 meist kleineren Schiffen und einigen größeren Vliebooten unter dem Kommando des Vizeadmirals von Zeeland Marinus Hollaer van Valckenisse (1575–1637) in der Oosterschelde. Van Valckenisse war seit 1629 Befehlshaber der Flotte von Zeeland und hatte Erfahrung unter anderem aus der Schlacht bei Gibraltar (1607) gegen Spanien. Da der Weg für die Spanier nun blockiert war, wandten sie sich gegen die Insel Tholen, wurden aber von 2.000 englischen und schottischen Söldnern unter Oberst Thomas Morgan (1604–1679) abgewehrt, die von Steenbergen kommend bei Ebbe nach Tholen übersetzten.
Die Spanier versuchten danach, mit ihrer Flotte bei Nacht und Nebel über den Slaak und Volkerak an der niederländischen Flotte vorbeizuschlüpfen. Die Niederländer, zuvor durch widrige Wind- und Gezeitenverhältnisse vom Angriff abgehalten, ließen sie zunächst durch und griffen dann von hinten an. Im Slaak machte sich ihre bessere Kenntnis der Fahrrinne bemerkbar. Der Großteil der spanischen Schiffe wurde versenkt oder erobert, von der Besatzung und den Truppen fielen oder ertranken rund 1.500 und 4.000 wurden gefangen genommen, nachdem sie sich ans Ufer gerettet hatten. Johann von Nassau-Siegen und der Marquis von Aytona entkamen mit einigen Schiffen nach Antwerpen, wobei die Flucht über den Schlick Nassau-Siegen bei den Niederländern den Spottnamen Jan de Mosselvanger einbrachte. Zahlreiche Kanonen und Munition fiel den Niederländern in die Hände.
Die Admiralität in Amsterdam wollte die Gefangenen wie damals üblich ins Meer werfen, was jedoch der Statthalter Friedrich Heinrich von Oranien untersagte. Im folgenden Jahr ergriffen die Niederländer die Initiative, bedrohten Antwerpen und belagerten Maastricht, das im August, trotz der Unterstützung der Spanier durch kaiserliche Truppen unter Pappenheim, fiel. Danach begann die Statthalterin der Niederlande Isabella Friedensverhandlungen, die aber abgebrochen wurden, nachdem der Vormarsch der Protestanten im Dreißigjährigen Krieg durch den Tod von Gustav Adolf bei Lützen im November 1632 einen Rückschlag erhalten hatte.
Der Achtzigjährige Krieg ging damals in den größeren, in Mitteleuropa tobenden Dreißigjährigen Krieg über und endete wie dieser erst 1648 im Friedensschluss von Münster.